# التندورف
التندورف (به آلمانی: Eltendorf) یک منطقهٔ مسکونی در اتریش است که در ناحیه ینرسدورف واقع شده‌است. التندورف ۱٬۰۱۱ نفر جمعیت دارد.